# 游戏四分类法

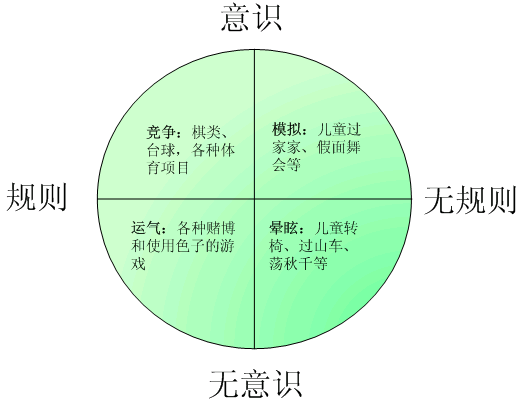
游戏四分类法图示

游戏四分类法是法国社会学家羅傑·凱洛斯（Roger Caillois）提出的对游戏进行分类的一种方法。
罗杰·凯约华认为，人类的游戏形式虽然千差万别，但是按照“意识”和“规则”的标准来定义，可以将游戏限定在4种基本类型之内。以是否调动游戏者的意识为横轴，以游戏本身是否具有规则为纵轴。
- 竞争：既有意识也有规则，例如象棋、台球、竞技性的体育运动。
- 模拟：有意识但是没有规则，例如儿童过家家。
- 运气：有规则但是无意识，如各种色子游戏。
- 晕眩：无意识也无规则，例如过山车、荡秋千等。也有人认为，网上漫游也属于这类。

日本游戏业界很认同这种分类法，并认为电脑游戏是这种分类法的集大成者。就是说，在电脑游戏中，“竞争”是必不可少的；对现实世界的“模拟”也是随处可见的；“运气”和“晕眩”也是电脑游戏不可缺少的组成要素。